# Ove Ingemarsson

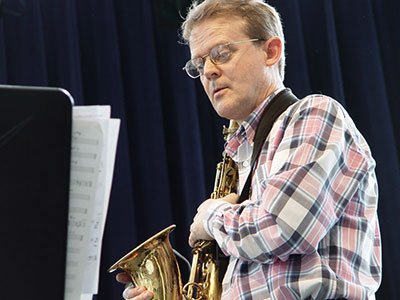
Ove Ingemarsson

Ove Ingemarsson är en svensk saxofonist som spelar/har spelat med bl.a. Hawk On Flight, Ewan Svensson Quartet och Bohuslän Big Band. Han har också gett ut två album med egna grupper. Den första är Heart Of The Matter som släpptes 1995. Där medverkar, förutom Ove Ingemarsson själv:
- Lars Jansson - piano
- Lars Danielsson - bas
- Adam Nussbaum - trummor

År 2005 släpptes en skiva med Ove Ingemarsson Quartet vid namn New Blues. Medverkande musiker på denna skiva är:
- Lars Jansson: piano
- Yasuhito Mori: bas
- Anders Kjellberg: trummor